# Kinston Indians

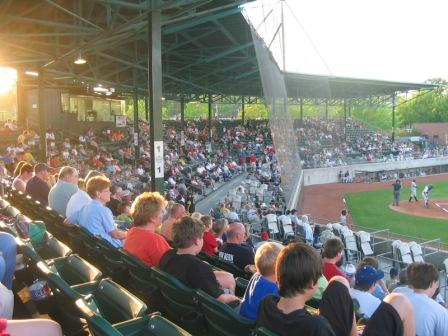
Campo de los Kinston Indians. Parte de una campaña reciente del equipo en la High-A.

Los Kinston Indians (Indios de Kinston, apodado la K-Tribu) es un equipo de béisbol de nivel High-A con sede en Kinston, Carolina del Norte. Fue fundado en 1987, aunque el conjunto original fue establecido en 1921 bajo el nombre de Kinston Robins. Actualmente forman parte de la división del sur de la Liga de Carolina. Son una franquicia afiliada de Los Cleveland Indians.